# Новоартаульский сельсовет
Новоартаульский сельсовет — сельское поселение в Янаульском районе Башкортостана Российской Федерации.
Административный центр — село Новый Артаул.

## История
Статус и границы сельского поселения установлены Законом Республики Башкортостан от 17 декабря 2004 года № 126-з «О границах, статусе и административных центрах муниципальных образований в Республике Башкортостан».

## Население
| 2002  | 2009  | 2010  | 2012  | 2013  | 2014  | 2015  |
| ----- | ----- | ----- | ----- | ----- | ----- | ----- |
| 1915  | ↗1966 | ↘1862 | ↘1789 | ↘1757 | ↘1738 | ↘1733 |
| 2016  | 2017  | 2018  |       |       |       |       |
| ↘1716 | ↘1662 | ↘1646 |       |       |       |       |

## Состав сельского поселения
| №  | Населённый пункт | Тип населённого пункта       | Население |
| -- | ---------------- | ---------------------------- | --------- |
| 1  | Булат-Елга       | деревня                      | ↘74       |
| 2  | Варяш            | деревня                      | ↘170      |
| 3  | Варяшбаш         | деревня                      | ↘68       |
| 4  | Вотская Ошья     | село                         | ↘135      |
| 5  | Вотская Урада    | село                         | ↘155      |
| 6  | Исхак            | деревня                      | ↘12       |
| 7  | Новый Артаул     | село, административный центр | ↘881      |
| 8  | Ошья-Тау         | деревня                      | ↗19       |
| 9  | Татарская Урада  | деревня                      | ↘269      |
| 10 | Таш-Елга         | деревня                      | ↗79       |